# María de Alvear
Pour les articles homonymes, voir Alvear.
Ne doit pas être confondu avec Carlos María de Alvear.
María de Alvear (Madrid, 25 octobre 1960) est une compositrice hispano-allemande, récompensée par le Prix national de musique en 2014.

## Biographie
Elle a commencé ses études musicales en Espagne au Collège allemand de Madrid (es). Une atmosphère imprégnée par l'art régnait dans la maison familiale qui était fréquentée entre autres, par Miró ou Tápies. La famille a déménagé pour vivre en Allemagne en 1979, d'où était originaire sa mère, la galeriste Helga de Alvear (es). Maria a établi sa résidence permanente à Cologne et a continué ses études à la Musickhochschule locale. Formée au clavecin, chant, piano, composition et interprétation, elle avait comme professeurs Eduardo Polonio à Madrid et Mauricio Kagel à Cologne.
Ses compositions traduisent l'influence de différentes cultures musicales. Elle a même travaillé sur les rythmes ethniques des Amérindiens, Africains, Russes ou Scandinaves. Selon Raoul Mörchen, ses œuvres et sa façon de travailler sont proches de Joseph Beuys, mais aussi du compositeur Morton Feldman et de l'esthétique de Barnett Newman et Mark Rothko. Elle a surtout écrit des compositions accompagnées de montages visuels avec sa sœur, Ana de Alvear (es). Ses œuvres explorent « le champ de la scène, l'installation sonore, l'art radiophonique ou vidéocréation, ainsi que l'électroacoustique ». Elle a également travaillé avec d'autres artistes visuels tels que Isaac Julien ou Marjatta Oja. María de Alvear est l'interprète et la chanteuse de ses propres morceaux  et, avec sa sœur, crée des environnements - "espaces spirituels" - où l'interprète et le public se rencontrent.
Elle a donné de nombreux concerts en Europe, aux USA et au Canada, par exemple: dans le Glenn Gould Concert Hall de Toronto, au Lincoln Center de New York, lors du Festival de Donaueschingen, ainsi que lors des Internationale Ferienkurse für Neue Musik de Darmstadt, au Festspielhaus Hellerau de Dresde, à l'Université de Waterloo, Ontario, au Musée national centre d'art Reina Sofía de Madrid.
Elle est éditée chez World-Edition, une société qu'elle a fondée en 1998, et chez Hat Hut Records. Les compositions d'Alvear ont été interprétées par le  Berlin Symphony Quintet, parmi d'autres orchestres et groupes prestigieux, et ont été présentées ou exposées dans le cadre d'émissions de radio et de télévision en Europe et Amérique.

## Distinctions
- En 1992, elle a reçu le Prix Bernd Alois Zimmermann[1],[2].
- En 2014, on lui a attribué le Prix national de musique en Espagne.
- En 2017, elle a été élue à l'Académie des sciences et des arts de Rhénanie-du-Nord-Westphalie[9].

## Œuvres

### Musique vocale

#### Musique d'orchestre avec voix
- Misa libre, pour soprano, baryton, deux récitants, chœur et orchestre, sur un texte de Maria de Alvear, 1989/90
- Daphnis y Cloe en Madrid, pour voix et orchestre de chambre, sur un texte de Maria de Alvear enregistré sur bande vidéo, 1990
- Sexo*, cérémonie pour une soliste vocale, un violon solo et orchestre, sur un texte de Maria de Alvear, 1991, première à Bâle 1995
- Luces, pour voix et orchestre à cordes et pour chef d'orchestre (simultanément récitant), sur un texte de Maria de Alvear, 1992, première à Reykjavik 1993
- As far as we know, pour voix et grand orchestre, 2001, première à Ostrava (République tchèque), 2001

#### Musique de chambre avec voix
- Hier und dort, pour chant, violoncelle et piano, 1978, texte de Maria de Alvear
- Morgenstern, cinq lieder pour voix et piano, sur des vers de Christian Morgenstern (Das Knie; Seufzer-Lied; Ein Igel; Das Mondschaf; Galgenlied; Henkers-Mädel), 1980
- Ich lösch das Licht, pour deux solistes vocales et trois trombones, sur une poésie de Hugo von Hofmannnsthal, 1980
- Llanto – Schrei, pour trois solistes vocales, trois pianos et trois petits tambours, d'après le poème A las cinco de la tarde de Federico García Lorca, 1980
- Quartett, pour deux solistes vocales et deux violoncelles, 1981
- Cantos de oración, cérémonie pour voix sur le mot arcaíco, piano et bande magnétique, 1982
- Canción, pour trois solistes vocaux, flûte et piano, texte Canción de Federico García Lorca, 1982
- Cantos de Liturgia, pour neuf instrumentistes et une actrice / chanteuse, croix de bois, clous et marteau, 1982
- Angeles uno, cérémonie pour sopranos, deux trombones, deux violoncelles, contrebasse et basse électrique, sur un texte de Maria de Alvear, 1983
- Appassionata, pour violon solo, deux violons, deux altos, une voix, piano et une actrice, 1984
- Angeles dos, cérémonie pour voix, clarinette basse, deux pianos et gros tambour, sur un texte de Maria de Alvear, 1984
- Drei Studien, pour soprano et violoncelle sur un texte de Maria de Alvear, 1984
- Neandertal 1, cérémonie pour une soliste vocale braillante et magnétophone, 1985, première à Francfort 1985
- Prähistorische Landschaften 2, pour voix, quatuor à cordes et dix instruments enregistrés sur bande magnétique, sur un collage de textes de Maria de Alvear, 1986
- Corazón, pour une soliste vocale et trois tambours, sur un texte de Maria de Alvear, 1990
- Grüße Nr. 1, pour une soliste vocale, sur un texte de Maria de Alvear, 1990
- Grüße Nr. 2, pour une soliste vocale et bande, sur un texte de Maria de Alvear, 1990 (intitulé également Message)
- De tierra, pour voix, flûte, clarinette, percussion, piano, alto et violoncelle, sur un texte de Maria de Alvear, 1990/91
- Madera – Holz, pour voix, deux clarinettes, percussion, violon et violoncelle, sur un texte de Maria de Alvear, 1990/91,
- Songs of creation, pour soprano, baryton, piano, deux clarinettes, percussion, violon, violoncelle et guitare sur un texte de Maria de Alvear, 1990/91
- In Dank, cérémonie pour voix, clavecin, trompette et percussion, sur un texte de Maria de Alvear, 1991
- Noche profunda, cérémonie pour voix et piano sur un texte de Maria de Alvear, 1991
- La cierva, cérémonie pour un interprète chantant et jouant du piano, sur un texte de Maria de Alvear, 1991
- La rana – Der Frosch, pour eine soliste vocale et piano, sur un texte de Maria de Alvear, 1991
- Material de raices – Wurzelmaterial, pour piano, deux luths turcs, deux violons et voix, 1991 (il existe aussi une version pour piano et quatuor à cordes)
- En espiritu de rosas raices no. 1, pour voix, clarinette et clarinette basse ainsi qu'un lièvre mort, sur un texte de Maria de Alvear, 1991
- En espiritu de rosas raices no. 2, pour voix, deux luths turcs, deux violons ainsi qu'un lièvre mort, sur un texte de Maria de Alvear, 1991
- Animales y Flores, pour voix, trompette et piano, sur un texte de Maria de Alvear, 1991
- En espiritu de rosas raices no. 3, pour voix, violon, violoncelle et piano, sur un texte de Maria de Alvear, 1992
- En espiritu de rosas raices no. 4, pour trois solistes vocaux, clarinette, trombone, harpe et trois violons et un cerf mort, sur un texte de Maria de Alvear, 1992
- Hilos de oro – Goldfäden, pour voix, violon soliste et orchestre sur un texte de Maria de Alvear, 1992
- Ritual con un ciervo muerto, rituel pour voix, piano, harpe, flûte, hautbois, clarinette, violon, alto, violoncelle et contrebasse, sur un texte de Maria de Alvear, 1992
- Altamira Fase 1, cérémonie pour piano, trombone, chœur mixte et une soliste vocale, sur un texte de Maria de Alvear, 1992
- Soles, pour deux voix, piano, percussion, violon, alto et violoncelle, sur un texte de Maria de Alvear, 1994, première à Bielefeld 1994
- Unir, cérémonie pour soliste vocale, piano et un objet (bas de femme peint), sur un texte de Maria de Alvear, 1992
- Aguas, pour piano, ensemble et voix, 1994
- Colores, pour voix, piano, clarinette et percussion, sur un texte de Maria de Alvear, 1995
- Vagina, célébration pour une soliste vocale, flûte, hautbois, clarinette, deux trompettes, deux cors, trois trombones, célesta, orgue, deux pianos, deux percussionnistes, deux quartuors à cordes et deux contrebasses, sur un texte de Maria de Alvear, 1996
- Todo, cérémonie pour trois chanteuses et un ensemble instrumental, sur un texte de Maria de Alvear, 1997
- Espiritu de luz, cérémonie pour voix, piano et clarinette, 1997
- Libertad, cérémonie pour deux voix, trombone, percussions et deux pianos, sur un texte de Tsolagiu, M.A. RuizRazo, 1998
- Visión, cérémonie pour flûte, clarinette, piano, deux percussionnistes, violoncelle, contrebasse et voix, 1998
- Mar, cérémonie pour Schlagzeug et trois voix, sur un texte de Maria de Alvear et Tsolagiu, M.A. RuizRazo, 1998
- See, pour violon-solo, voix et quatuor à cordes, 2003

#### Voix seule
- Para todos los seres humanos sobre la tierra, cérémonie pour un soliste vocal, 1991
- Amor, pour voix, sur un texte de Maria de Alvear, 1991

### Musique instrumentale

#### Orchestre
- Poema de silencio pour orchestre, 1978
- El Circulo. Auto sacramental pour six solistes et orchestre de chambre, 1983
- Purisimo pour deux flûtes, harpe, violoncelle et orchestre de chambre, 1992
- Energia blanca Cérémonie pour orchestre à cordes et video, 1993,
- Agua dulce pour hautbois, violon et orchestre, 1994
- World pour piano solo, un second piano et grand orchestre, 1996
- Flor 1&2 pour orchestre de chambre et video 2003

#### Musique de chambre
- Dos melodias magiares, pour violoncelle et piano, 1975
- Drei Variationen, pour violon et piano, 1979
- Primera pieza, pour violon et piano, 1979
- Conversaciones, pour piano, deux contrebasses, xylophone et petit tambour, 1980
- Kakushöhle, pour violon soliste, violon, alto, clarinette basse, timbale, percussion, trompette, 1985,
- Neandertal 2, pour quatuor à cordes, 1986
- Seele pour alto, violoncelle et contrebasse, 1990
- En espiritu de rosas raices no. 5, pour piano, deux clarinettes, violon et violoncelle, 1992
- Al árbol del norte, pour piano et trombone, 1992
- Purisimo, pour deux clarinetten, harpe et orchestre de chambre, 1992
- ¡Ama!, pour piano, clarinette et violon, 1993
- Al árbol del norte, (seconde version) pour trombone et piano, 1993
- Fuerza solar, pour piano et quatuor à cordes, 1993
- Futuro-Trio, pour piano, violon et trombone, 1993/94
- Futuro, quatuor pour piano, violon, trombone et percussion, 1994
- Corazón abierto – offenes Herz, pour clarinette basse, guitare électrique, piano, percussion, violoncelle et contrebasse, 1995
- Cortando, pour clarinette, violon, alto, piano et percussion, 1995
- Care, pour percussion, flûte et guitare, 1995
- Verdad – Wahrheit, pour piano et quintette de bois, 1995
- Pajaros – Vögel, pour clarinette, deux trompettes, deux cors, deux trombones et deux percussionnistes, 1995
- Luz futura, pour quintette de bois, saxophone et percussion, 1996
- Caridad, pour piano, trombone et alto, 1996
- Calor – Hitze, pour clarinette, piano, violoncelle, violon, 1996
- Sal, pour quatre percussionnistes, 1997
- Culebra de mar, pour violon et contrebasse, 1997
- Asi... Musica para dormir la siesta, pour piano et harpe, 1999
- Gota - dieser eine Gletschertropfen, pour trompette, accordéon, piano, percussion, 2000
- Within, pour voix, piano et percussion, 2001

#### Instrument seul
- De puro amor pour piano, 1991
- En amor duro pour piano, 1991
- Sexo compacto pour piano, 1991
- Entendiendo pour piano et video, 1992
- Murió pour violon, 1992
- La tonta del bote – Die Dumme vom Pott / Das Weiblich-Göttliche pour piano, 1993
- Fuerzas pour alto, 1994
- Fuerzas pour violon, 1994
- Energia redonda pour violon, 1994
- Besando el tiempo - die Zeit küssend pour flûte, 1994
- Intenso pour piano, 1995
- 25.9.1995 pour vibraphone solo, 1995
- Mares pour piano, 1996
- with care pour piano, 1998
- Musica llena de cosas buenas pour piano, 1999
- Asking pour piano, 2000/01

### Pièce radiophonique, multimedias et œuvres scéniques
- Confesión pour une actrice et des photografies d'une vidéo, 1982
- El Greco pour contrebassistes et bande vidéo, 1982
- Studie über Arnulf Rainer, bande vidéo, 1982
- Abgesehen von menschlichen Ausnahmeschwächen, pièce radiophonique avec environ 30 participants, sur un collage de textes de Maria de Alvear, 1983
- Prähistorische Landschaften 1, pièce radiophonique pour quatuor à cordes, récitant et enregistrements historiques, 1984
- Vita-Geflüster, pour voix, synthétiseur et machine à rythmes, sur un texte de Maria de Alvear sur bande video, (ouvrage collectif avec Jörg U. Lensing), 1984
- Pasión, bande vidéo avec des enregistrments dans une forge et un collage de sons, 1985
- Coro real, pour une soliste vocale, chœur de femmes sur un texte de Maria de Alvear sur bande vidéo, 1985
- Sol, moreceau de musique pour le théâtre pour piano, marimba, deux percussionnistes, trompette, violon, alto, bande sonore et des danseurs sur un texte de Maria de Alvear, 1986
- Die Badenden, pièce radiophonique pour environ vingt participants sur un texte de Maria de Alvear, 1987
- Rei, pièce radiophonique pour environ 20 participants, sur un texte de Maria de Alvear, 1987
- Noches, pièce de théâtre dansante pour quatre danseuses et danseurs nus (peinturlurés à la chaux), piano, deux percussionnistes et contrebasse, 1987
- Simulación, pièce radiophonique pour dix participants sur un texte de Maria de Alvear, 1987
- Blue Cave, pièce radiophonique pour une soliste vocale et deux instrumentistes en électronique sur un texte de Maria de Alvear, 1987
- October Madrid pour saxophone et synthétiseur et video, 1987
- Und die Erde hörte, pièce radiophonique pour deux voix, trois cuivres, quatre cordes, récitant, piano et autres participants, 1988
- Palabras reales o las esencias de la vida, pièce radiophonique pour quatre voix solistes, violon, clarinette, harpe, percussion, tuba, synthétiseur, chœur de jeunes femmes, chœur de femmes, chœur d'hommes, technicien du son et bruiteur, sur un texte de Maria de Alvear, 1990
- Azul, pièce radiophonique pour soprano, baryton et synthétiseur sur un texte de Maria de Alvear, 1991
- Paraíso, pièce radiophonique pour une soliste vocale, sur un texte de Maria de Alvear, 1991
- Grüße Nr. 3, pour une soliste vocale, photographies, projections de diapositives et une installation, sur un texte de Maria de Alvear, 1991
- Sol, installation de sonorisation et objets sur bande vidéo, 1992
- Sol, vidéofilm, 1992
- Sinfonia No. 2, pièce conceptuelle um die Welt zu verändern (pour changer le monde), 1992
- Trueno, pièce radiophonique sur un collage de textes de Maria de Alvear, 1996
- El circulo, pièce radiophonique pour acteur et instruments, 1997
- Sexo Puro, Zeremonie pour deux pianos, deux percussionnistes, trois trompettes, trois trombones, deux tubas et un trombone soliste, trois voix et une grande installation vidéo, 1998
- The Word, projet d'exposition sur des poésies (avec David Bowes, Tuukka Luukas, Yoko Ono, Tsolagiu M.A. RuizRazo, Shozu Shimamoto et Marianne Uutinen, Lesja Zajac), 1999
- Erotica, pièce radiophonique pour trois voix et collages, 1999
- The Inner, pour orgue et chant sur un texte de Tsolagiu M.A. RuizRazo, 1999
- Land, Zelebration pour deux rapper, ensemble, Massageperformance et grande installation vidéo, sur un texte de Bob Lakermann, 1999
- Thinking, pour piano, violon et grande installation video, 2000
- Ur, pour deux percussionnistes avec bodypainting, bande sonore et installation vidéo, 2000
- Baum, pour voix, quatre percussionnistes et un arbre. installation. 2000
- Energy lines, pour piano, voix et installation video, 2001
- Schlangen, pour quatre percussionnistes et installation, 2001
- Montana/Berg, pour piano, électronique et video, 2002
- The Inner – Stimmen, pour percussion, bande sonore et grande installation vidéo, 2002
- Flores, pour deux voix de femmes, trompette soliste, ensemble et grande installation vidéo, 2003
- Landschaft 3, pour voix et vidéo